# Nyanza
Pour le Lac Nyanza, voir Lac Victoria.
Ne doit pas être confondu avec Nyanza (province du Kenya).
Nyanza est une ville du Rwanda, située à une trentaine de kilomètres au nord de Butare et à une centaine de kilomètres au sud de Kigali.
Elle fut la capitale du royaume du Rwanda de 1958 à 1962 et l'un des sites majeurs de massacres des Tutsi et des Hutu modérés durant le génocide en 1994.
Depuis la réforme administrative de 2006, elle donne son nom à un district qui abrite en son secteur de Busasamana, le chef-lieu de la Province du sud du Rwanda. Cette réforme a par ailleurs permis à cette ville importante pour l'histoire du Rwanda pré-républicain de recouvrer son ancien nom "royal" de Nyanza, transformé un temps en Nyabisindu.
Nyanza fut en effet la dernière résidence principale de la monarchie des abami banyiginya.
La ville abrite le musée du Palais royal (musée de la maison du mwami) et l'une des quatre chambres détachées de la Haute Cour de la République. Sur la colline voisine du nouveau palais se trouve la tombe du dernier mwami, Mutara III Rudahigwa (1931-1959), et de sa femme, Rosalie Gicanda.